# Oh Se-hoon
Oh Se-hoon, in hangŭl: 오세훈 (Seul, 18 febbraio 1961), è un politico sudcoreano.

## Biografia
Dal luglio 2006 all'agosto 2011 è stato sindaco di Seul. Inoltre dal maggio 2000 al maggio 2004 è stato membro dell'Assemblea Nazionale. È rappresentante del partito Partito Unito del Futuro, fino al 2018 era rappresentante del partito Bareun, ispirato al conservatorismo liberale, mentre dal 2018 al 2020 ha rappresentato il Partito della Libertà della Corea. Nel 2021 è stato rieletto sindaco di Seul.